# Dinoderus ocellaris
Dinoderus ocellaris är en skalbaggsart som beskrevs av Stephens 1830. Dinoderus ocellaris ingår i släktet Dinoderus och familjen kapuschongbaggar. Arten förekommer tillfälligt i Sverige, men reproducerar sig inte. Inga underarter finns listade i Catalogue of Life.

## Bildgalleri

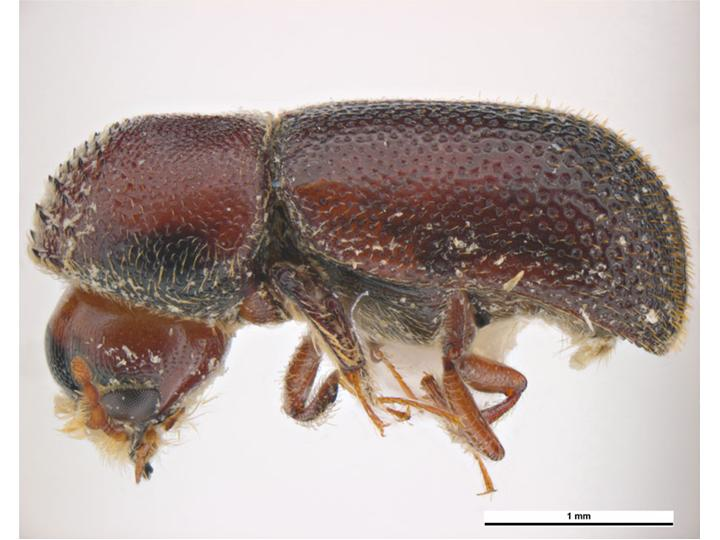
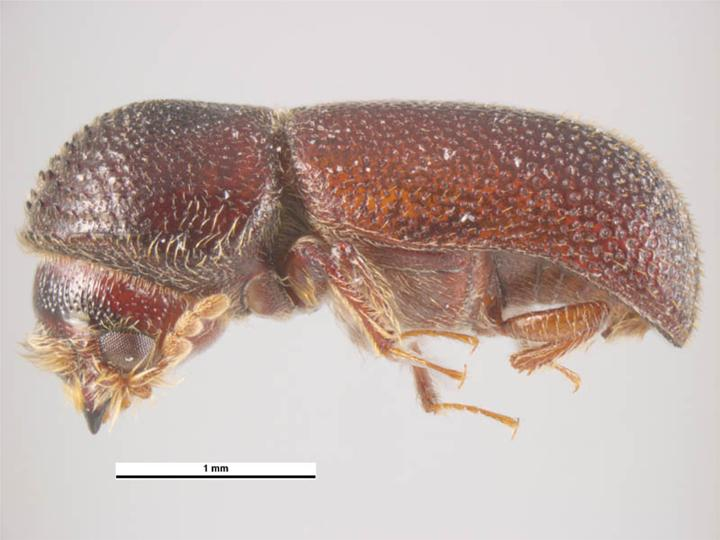